# Jaśkowo (wieś)
Jaśkowo (niem. Jaschkowen, 1938–1945 Reiherswalde) – wieś w Polsce, położona w województwie warmińsko-mazurskim, w powiecie piskim, w gminie Pisz.
W latach 1975–1998 miejscowość należała administracyjnie do województwa suwalskiego.
Słownik geograficzny Królestwa Polskiego (t. 3, 1882 r.) podawał: Jaśkowo (...), niem. Jaschkowen, wś, pow. jańsborski, na ostrowie między jeziorami, w okolicy lesistej i piaszczystej, na polsko-pruskich Mazurach. W XVI wieku założona tu była hamernia żelazna, dla której książę Albrecht korzystny wystawił przywilej. Ponieważ roli żadnej donośnej tu nie było, dawał właściciel zamiast zwykłej zbożowej kolędy dyakonowi i kantorowi w Jańsborku rocznie po parę sztab żelaznych. Hamernia ta istniała jeszcze przy końcu XVIII w., w dość dobrym stanie. Ponieważ była jedyna w całej tamtejszej mazurskiej okolicy, miała znaczny odbyt wyrabianego u siebie żelaza. Później zaginęła.